# Manuel Cervigón
Manuel Cervigón Cartagena (Madrid, España, 14 de septiembre de 1914-12 de octubre de 1995) fue un futbolista español que jugaba de centrocampista.

## Clubes
| Club                         | País   | Año       |
| ---------------------------- | ------ | --------- |
| R. C. Deportivo de La Coruña | España | 1934-1935 |
| R. D. Oriamendi              | España | 1939-1940 |
| Real Gijón                   | España | 1940-1951 |